# Gnaeus Fulvius Flaccus
Gnaeus Fulvius Flaccus entstammte der römischen Plebejerfamilie der Fulvier und war 212 v. Chr. Prätor. In dieser Eigenschaft floh er nach einer Niederlage gegen Hannibal und musste deshalb ins Exil gehen. Die Historizität dieser Niederlage ist jedoch in der Forschung umstritten.

## Leben
Gnaeus Fulvius Flaccus war ein jüngerer Bruder des viermaligen Konsuls Quintus Fulvius Flaccus. Als dieser 212 v. Chr. zum dritten Mal das höchste Staatsamt bekleidete, erhielt Gnaeus Fulvius Flaccus das Amt eines Prätors und übernahm den Oberbefehl über die in Apulien stationierte römische Armee. Zunächst konnte er einige unbedeutende Siege erringen, wurde dadurch zu unbesorgt und ließ die militärische Disziplin schleifen. Der herbeigerufene Hannibal konnte ihm in einer Schlacht in der Nähe von Herdonia eine vernichtende Niederlage beibringen, bei der angeblich nur 2000 der insgesamt 18 000 römischen Soldaten fliehen konnten. Flaccus selbst gelang ebenfalls die Flucht; er entkam auf seinem Pferd und in Begleitung von etwa 200 Kavalleristen glücklich seinen Feinden.
Nachdem Flaccus seine Prätorenstelle niedergelegt hatte, erhob der Volkstribun Gaius Sempronius Blaesus gegen ihn Anklage wegen seines unrühmlichen Verhaltens vor und in der Schlacht gegen Hannibal (211 v. Chr.). In seiner Verteidigungsrede bemühte sich Flaccus, seine Soldaten für die Niederlage verantwortlich zu machen, während er selbst bei der Vorbereitung und Abhaltung der Schlacht umsichtig vorgegangen und auch nicht zuerst geflohen sei, sondern von seinen flüchtenden Truppen mitgerissen worden wäre. Nach Anhörung der Anklage und Verteidigung kamen am dritten Tag die Zeugen zu Wort, die den Prätor beschuldigten, als erster das Weite gesucht und somit die Flucht des übrigen Heeres provoziert zu haben. Aufgrund dieser Aussagen hatte der Angeklagte nicht mehr nur mit einer Geldstrafe zu rechnen, sondern sah sich nun mit einer Kapitalklage konfrontiert. Die anderen Tribunen lehnten es ab, Einspruch zu erheben und auch Flaccus’ einflussreicher älterer Bruder Quintus konnte ihm nicht helfen. Der ehemalige Prätor zog aus seiner missglückten Verteidigung die Konsequenz, nach Tarquinii ins Exil zu gehen, eine Strafe, die durch ein Plebiszit bestätigt wurde.
Nach der Ansicht mancher Althistoriker ist der Bericht über die Niederlage des Flaccus und den folgenden Prozess ungeschichtlich.
Ein Sohn des Flaccus war der Suffektkonsul von 180 v. Chr., ein weiterer Sohn vielleicht jener Gnaeus Fulvius, der 190 v. Chr. als Praetor peregrinus amtierte.